# چیودا-کو، توکیو

چیودا

منطقهٔ چیودا (به ژاپنی: 千代田区 Chiyoda-ku) یکی از ۲۳ منطقه ویژه توکیو پایتخت ژاپن است.
مجلس یا پارلمان ژاپن، اقامتگاه رسمی نخست‌وزیر ژاپن، دیوان عالی کشور، مراکز قوای سه‌گانهٔ کشور شامل قوهٔ قضائیه، قوهٔ مجریه، قوهٔ مقننه و دفاتر احزاب  در منطقهٔ چیودا مستقر هستند.

## نگارخانه
مشارکت‌کنندگان ویکی‌پدیا. «千代田区». در دانشنامهٔ ویکی‌پدیای ژاپنی، بازبینی‌شده در ۲۳ اوت ۲۰۱۰.